# Коричневый дом

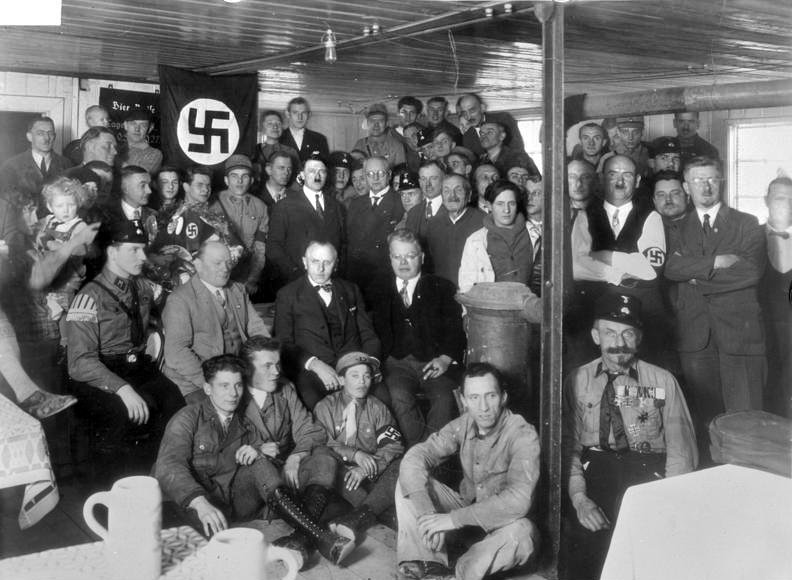
Адольф Гитлер и Франц Ксавер Шварц на торжественном открытии Коричневого дома, 1930 год

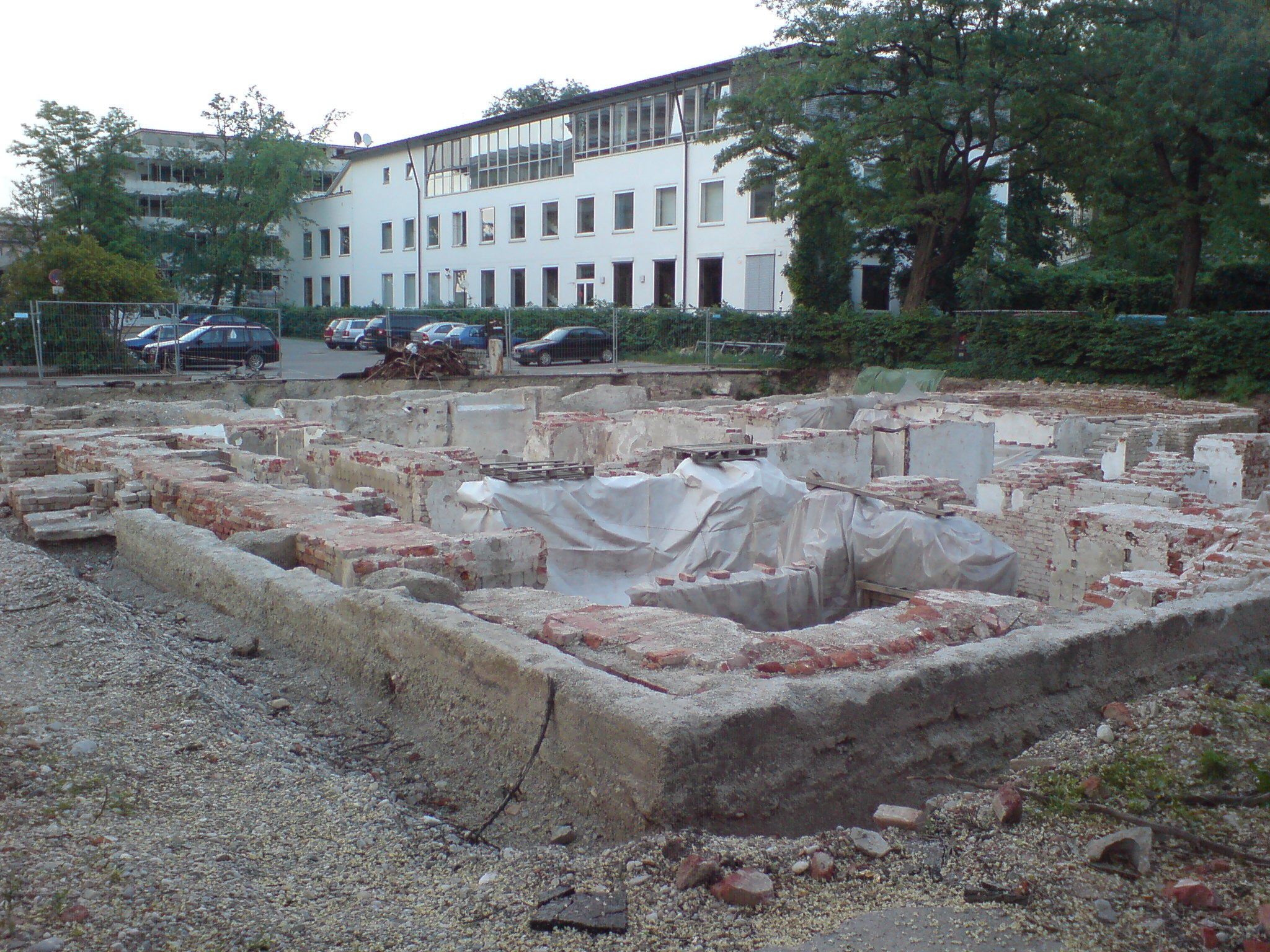
Фундамент Коричневого дома. Лето 2007 года

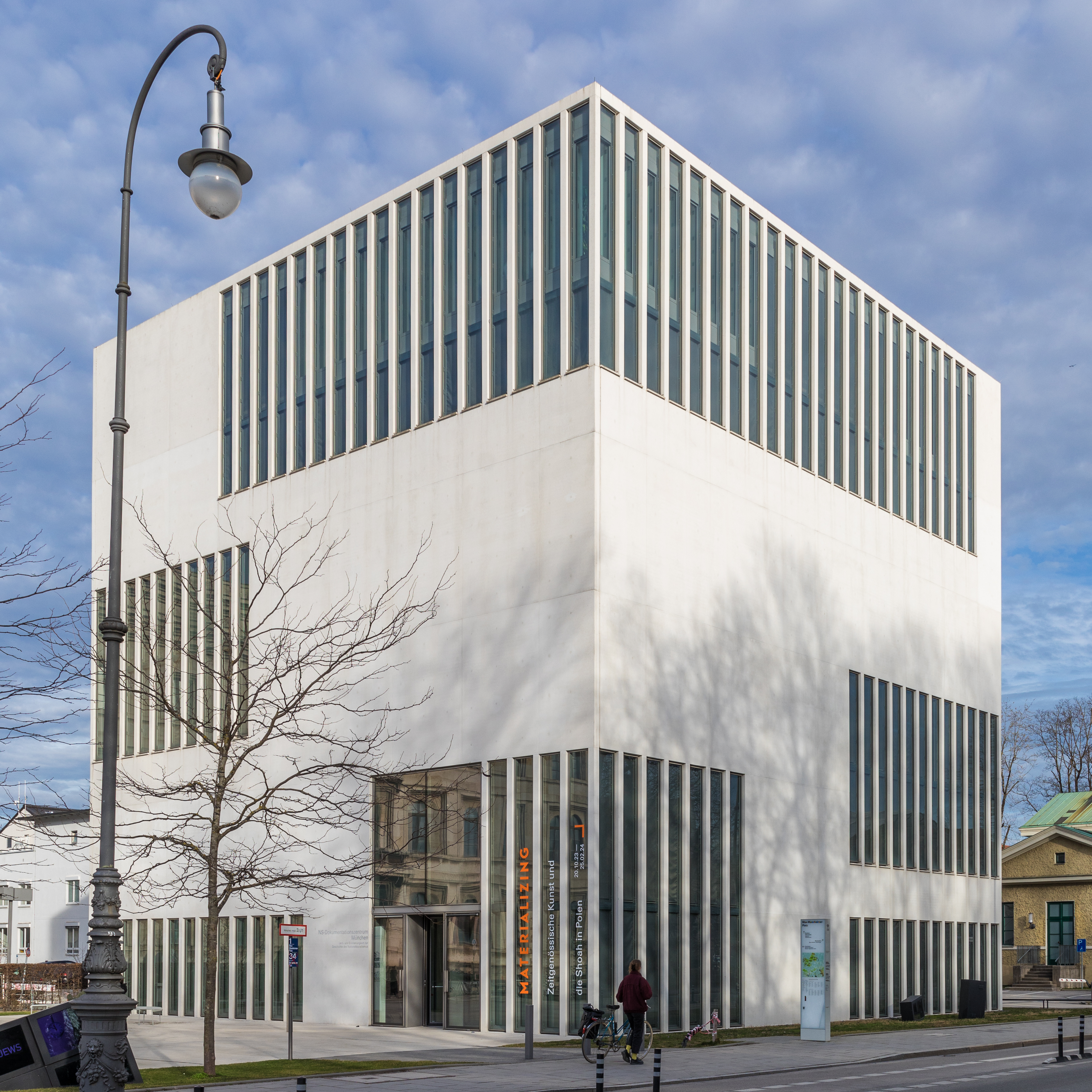
Центр документации на месте Коричневого дома

Коричневый дом (нем. Braunes Haus) — здание, находившееся в Мюнхене по адресу Бриеннер-штрассе, 45, где в 1930—1945 годах располагалась штаб-квартира НСДАП.
НСДАП приобрела здание 26 мая 1930 года, когда помещений партии по улице Шеллингштрассе, 50 стало мало. Построенное в 1828 году в стиле бидермайер здание между площадями Каролиненплац и Кёнигсплац в 1877 году перешло в собственность английского промышленника Вилли Барлоу. Его вдова продала его НСДАП за 805 864 золотых марки. До перехода здания в собственность НСДАП оно было известно под именем «Дворец Барлоу» либо «Дворянский дворец».
Средства на покупку здания предоставил промышленник Фриц Тиссен. После значительной реконструкции, которую провёл мюнхенский архитектор Пауль Людвиг Троост по эскизам Адольфа Гитлера, всё руководство НСДАП переехало в Коричневый дом к началу 1931 года.
Коричневый дом было официальным партийным названием дома. В 1945 году здание подверглось серьёзным разрушениям, а в 1947 году окончательно снесено. Освободившийся земельный участок остался незастроенным.
6 декабря 2005 года правительство Баварии приняло решение о строительстве на этом месте Центра документации по теме национал-социализма. Первый камень в его фундамент был заложен в 2011 году. Официальное открытие Центра документации состоялось 30 апреля 2015 года.